# José-Luis Narvaez
 José-Luis Narváez, né à Perpignan, le 17 avril 1953 est un guitariste et compositeur français.

## Biographie
Né en France en 1953 de parents  réfugiés politiques espagnols, il commence sa carrière dans la chanson au Club des poètes et s'initie à la guitare avec Antonio Membrado à Paris, puis au Conservatoire royal de Bruxelles avec Nicolas Alfonso. De retour en France, il poursuit ses études au conservatoire de Lille. Il est professeur titulaire au CRD (conservatoire à rayonnement départemental) de Gap. Compositeur, ses œuvres sont éditées en France, en Belgique au Québec et au Danemark.

## Disques
- 2002 CD Narvaez/Takemitsu par le guitariste français Laurent Blanquart
- 2007 Taïgo par Sara Chenal - violon/ Olivier Pelmoine - guitare, le duo Cordes et Âmes.
- 2007 Microclimats par le guitariste canadien David Jacques
- 2008 8 E-mails/8 sms  par le guitariste français Daniel Bernot
- 2010 Chansons de geste par Daniel Bernot
- 2011 Ser o Estar par le chanteur français YMH
- 2011 Alla cubana par la guitariste canadienne Marlène Lemay
- 2011 Cancionero I par le duo Cordes et Âmes
- 2011 Libre como el aire! avec la participation de : Duo Alborada, Olivier Pelmoine, Daniel Bernot ainsi que Rafael Andia
- 2014 : "Opus Guitar" Suite elfique et Hommage au Bateau-Ivre par le guitariste français Olivier Pelmoine
- 2017 "Bruxelles 1000" Nadine Rooseleir guitariste belge joue Hommage au Bateau-Ivre
- 2019 SIGLO DE ORO poèmes de Cervantes, Gongora, Quevedo mis en musique par José-Luis Narvàez avec les voix de V.Rossi soprano, C.Girard alto et G.Depraz basse.
- 2019 Du bout de son crayon texte de J.L Narvàez dans 9 VIES DE FEMME par la chanteuse belge Isabelle Rigaux
- 2023 Mémoires de Bohème œuvres de José-Luis Narváez jouées par Luc Botta

## Créations/Commandes
- 1998 Cerro del sol Concours International Bisannuel de Guitare de Carpentras
- 2002 Messiaen l'enchanteur pour piano Concours Départemental des Hautes-Alpes
- 2003 Raga y Bulerias Conservatoire de Région de Grenoble
- 2009 Hommage au Bateau-ivre Biennale Internationale de la guitare de Chambéry
- 2010 Chansons de geste pour ensemble de guitares Conservatoire de Grenoble
- 2011 Cancionero I Villers sur Mer pour violon/guitare
- 2011 Pajaros sin camino CRR de Dijon
- 2011 Soles y flechas Voyage au centre de la guitare Joué-les-Tours

## Publications
Aux Editions Jean Maurer, Bruxelles
- 1983 : Lowland suite

Aux Editions Lemoine, Paris
- 1994 4 Sonetos
- 1992/95 : Aujourd'hui la guitare volumes I et II (Collection F.Vitiello)
- 2017 Barrio Latino (Collection R.Aussel)

Aux Editions Transatlantiques, Paris
- 1987 : 4 Imitations du cuatro
- 1989 ; Répertoire pédagogique Vol III (A. Dumond)
- 2000 : Duo Panorama (C. Fayance)

(Collection Guitarra Iberica Rafael Andia) :
Guitare solo : 
- 1995 Vision Clasica del Flamenco
- 1995 Rumba
- 1997 Cerro de la luna
- 1998 Cerro del sol
- 2022 Rumba (La insólita) réédition

Deux guitares : 
- Sonata flamenca

Aux Editions Gérard Billaudot, Paris
- 1988 : Harmonie du soir, Hommage à Charles Baudelaire
- 1989 : Quatre Points Cardinaux
- 1993 : Télégrammes

Aux Editions Jacques de Cysoing, Lille
- 1991 : Pour la naissance d'un enfant

Aux Editions Marcel Combre, Paris
- 1991 : Lâcher de ballons
- 2002 : Micro-suite latine
- 2014 Lâcher de ballons (nouvelle édition)

Aux Editions Robert Martin, Mâcon
- 1989 : Mecanic dance
- 1993  : 2e anniversaire de guitare

Aux Productions d'Oz, Canada :
- 2005 Los músicos
- 2005 Fantaisie sur un thème péruvien du XVIIIe siècle
- 2006 Claro que sí
- 2006 Claro que no
- 2006 Raga y Bulerias pour 4 guitares
- 2006 Joyce's suite
- 2008 8 E-mails/8 Sms
- 2009 Bateau-ivre
- 2010 Chansons de geste pour 4 Guitares
- 2011 La quinta del sordo
- 2011 Pajaros sin camino
- 2011 Alla cubana
- 2011 Libre como el aire
- 2011 Cancionero I pour violon/guitare
- 2011 Soles y flechas pour orchestre de guitares/contrebasse/percussions et récitant
- 2012 Mémoires de Bohème
- 2013 Suite elfique
- 2014 Ràgà y Bulerìa II
- 2014 Canarios de G. Sanz (arrangement pour guitares et instruments mélodiques)
- 2014 Siglo de oro I pour voix et guitare
- 2016 Siglo de oro II pour voix et guitare
- 2016 Estudio Matutino
- 2018 Mémoires de bohème II
- 2019 Siglo de oro III pour voix et guitare
- 2019 Andalucìa
- 2019 Little suite pentatonique for children
- 2021 Claro que sì trio de guitares
- 2021 Hacia la Soledad
- 2022 Cinco paráfrasis
- 2022 Mar y Tierra pour Marimba et guitare solo
- 2024 Tourbillon d'âmes I et II

- Bergmann-Edition Danemark :
- 2021 Asturias Isaac Albéniz Transcription pour 2 guitares de José-Luis Narváez
- Éditions Doberman-Yppan :
- 2021 Claro que no piano solo
- IMD :
- 2025 Tempo Primo flûte/guitare/bandonéon